# Yvon Baarspul
Yvon Adriaan Paulus Baarspul (Utrecht, 14 september 1918 – Keulen, 20 februari 1993) was een Nederlandse dirigent.
Baarspul werd geboren in het gezin van onderwijzer Adriaan Paulus Baarspul en Petronella Hendrika Johanna Jacobs. Hij is in 1949 in Batavia getrouwd met Spriet Schröder.
Na zijn gymnasium afgerond te hebben, kreeg Baarspul een muziekopleiding van Johan Rasch (viool), Willem Petri (muziektheorie), Peter van Anrooy/Frits Schuurman (dirigeren) en Louis van Tulder (zang). In 1940 werd hij dirigent van de Utrechtse Oratorium Vereniging. Van 1942 tot 1945 was hij tweede dirigent van het Haagse Residentie Orkest, daarna van het Haags Symfonieorkest en ook van mannenzangvereniging Caecilia aldaar. Hij gaf toen ook leiding aan plaatselijke orkesten waaronder de Arnhemse en Haarlemse Orkest Vereniging en ook het Stedelijk Orkest van Maastricht. Van 1948 tot 1950 was hij dirigent van het Radio Philharmonisch Orkest in Batavia in het toenmalige Nederlands-Indië. Het laatste concert, op zes juni 1950, had de Negende symfonie van Ludwig van Beethoven op het programma met solisten Corry Bijster, Annie Hermes, Han le Fèvre en Laurens Bogtman en het oratoriumkoor van Djakarta.  Na dat concert werd Baarspul benoemd tot Ridder in de Orde van Oranje-Nassau. Hij was daarna een aantal jaren gastdirigent bij de Groningse Orkest Vereniging.
Baarspul werd dirigent van het Overijssels Philharmonisch Orkest. Hij dirigeerde de eerste editie van het Nederlands Studenten Orkest in 1953. Wegens de verwondingen als gevolg van een auto-ongeluk in 1953 nabij Linschoten kon hij de volgende tournee in 1954 niet dirigeren en zou het bij die eerste tournee blijven. Een enkele keer stond hij voor het Rotterdams Philharmonisch Orkest. Op 12 februari 1955 stond hij in Parijs voor het symfonieorkest van de Franse Omroep; hij speelde daarmee ook werk van de Nederlandse componist Léon Orthel (Symphonia piccola). Later in 1955 ging hij op een twee maanden durende studiereis naar Italië.
In 1960 werd Baarspul bij het Overijssels Philharmonisch Orkest ontslagen. Een solidariteitsactie onder de musici, georganiseerd door de concertmeester Willem Noske, bracht geen verandering in het bestuursbesluit, ook al werd een rechtszaak voorbereid. Overigens gaven Baarspul en Noske in 1961 een aantal concerten in Milaan. Baarspul was dirigent van de Bochumer Symphoniker (daarvoor Städtische Orchester Bochum geheten) van 1964 tot 1970.
- Gemeinsame Normdatei: 1168198089
- International Standard Name Identifier: 0000 0000 4454 7498
- Library of Congress Control Number: no2006012298
- Nationale Bibliotheek van Israël: 987007337037805171
- Virtual International Authority File: 63756221
- WorldCat: E39PBJgt4G9gJbhxyDxV7bQDv3